# Městská dráha v Kolíně nad Rýnem
Městská dráha tvoří v Kolíně nad Rýnem páteř městské hromadné dopravy. Skládá se z dvanácti linek a její síť měří 194,8 kilometrů, z nichž 28 kilometrů vede v tunelech a dalších 5 kilometrů na mostech. Kromě toho je kolínská městská dráha dvěma meziměstskými tratěmi propojena s městskou dráhou v sousedním Bonnu. Jejím provozovatelem je městský dopravní podnik Kölner Verkehrs-Betriebe (KVB). Celá síť je integrována do tarifu místního dopravního systému Verkehrsverbund Rhein-Sieg (VRS).

## Historie

### Tramvaje

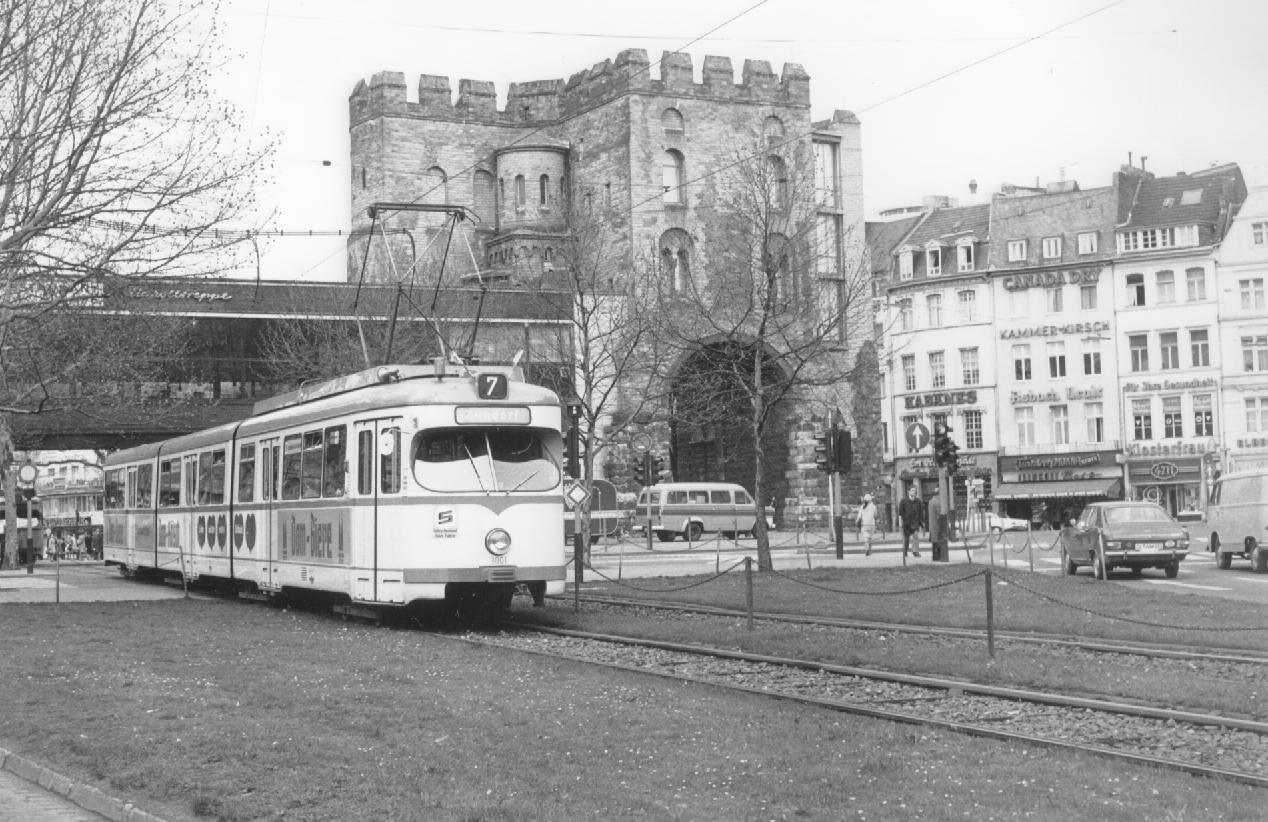
Tramvaj u Hahnentor

První koněspřežnou dráhu začala v Kolíně nad Rýnem provozovat v roce 1877 soukromá společnost, která zajišťovala dopravu převážně mezi centrem města a předměstími. O dva roky později postavila jiná společnost první čistě městskou linku a v roce 1882 došlo ke spojení obou společností. Město tuto společnost převzalo 1. ledna 1900 a ihned zahájilo elektrifikaci sítě. V letech 1904 až 1912 byly do vzdálených předměstí postaveny speciální příměstské tratě, které vedly mimo hustě zastavěné oblasti po svém vlastním kolejovém tělese. Tyto příměstské linky se od klasických tramvají lišily většími vozidly a také byly označeny písmeny, zatímco městské tramvaje měly čísla.
Během druhé světové války byla hustá tramvajová síť v centru Kolína nad Rýnem téměř úplně zničena. Po skončení války došlo pouze k jejímu částečnému obnovení, neboť město dávalo přednost spíše automobilové a autobusové dopravě. Toto rozhodnutí například způsobilo, že neexistovalo přímé spojení mezi hlavním nádražím a náměstími Neumarkt a Heumarkt v centru města. Také most Hohenzollernů, po kterém v předválečném období jezdily tramvaje na pravý břeh Rýna do čtvrtí Deutz, Kalk a Mülheim, nyní sloužil pouze železniční dopravě.

### Přestavba na městskou dráhu
První úvahy o vybudování podzemní dráhy se v Kolíně nad Rýnem objevily již v roce 1902. V letech 1910 až 1912 se toto téma objevilo znovu při plánování výstavby metra v centru města. Kvůli následkům první světové války a pozdější velké hospodářské krize však k realizaci nedošlo.
V roce 1956 přijala městská rada v Kolíně nad Rýnem plán, který počítal s výstavbou nové podpovrchové tratě pod centrem města ve směru sever–jih. Tunel nebyl navržen pro klasické metro, ale pro podpovrchovou tramvaj (U-Straßenbahn). To znamenalo výstavbu oblouků s menšími poloměry, krátké vzdálenosti mezi zastávkami, úrovňová křížení a nízká nástupiště vhodná pro klasické tramvaje. Na koncích tunelů pak měla vozidla vyjet na povrch a dál pokračovat po klasické nebo rychlodrážní tramvajové trati. Tomuto konceptu, který se později objevil i v jiných městech Severního Porýní-Vestfálska, se začalo říkat Stadtbahn (Městská dráha).
Ačkoliv nemělo město Kolín nad Rýnem žádný příslib financování ze strany německého státu či spolkové země Severní Porýní-Vestfálsko, byla v roce 1963 zahájena výstavba první části tzv. Vnitroměstského tunelu (Innenstadttunnel) mezi hlavním nádražím a Magnusstraße. O pět let později byl na tomto úseku zahájen provoz s cestujícími. Do roku 1970 byly předány do provozu i zbývající úseky směr Barbarossaplatz, Severinstraße a Turiner Straße. Téměř všechny následně vybudované tunely nevedou ve zcela nových trasách, ale nahrazují dřívější tramvajové tratě na povrchu, a to včetně polohy zastávek.
Kvůli měnícím se požadavkům na parametry nových tratí došlo během výstavby v projektech a plánech k mnoha změnám. Typickým příkladem těchto změn jsou délky nástupišť: Zatímco první stanice byly navrženy pro dvě 30 metrů dlouhé tramvaje stojící za sebou, spolková země Severní Porýní-Vestfálsko později podmínila své dotace požadavkem na výstavbu nástupišť dlouhých až 110 metrů (pro tří- až čtyřvozové soupravy). Změnily se také parametry samotných tratí: Došlo k zvětšení poloměrů oblouků, výstavbě mimoúrovňových křížení a zvýšení maximální rychlosti na 70 km/h. Vzhledem k malým vzdálenostem mezi zastávkami, které jsou až na výjimky určeny původními tramvajovými tratěmi, nelze tuto rychlost účinně využívat.
Smíšený provoz tramvají a vozidel městské dráhy umožňoval zpočátku používat pouze boční nástupiště vysoká 35 cm. V roce 1985 byla zahájena výstavba prvního úseku čistě pro městskou dráhu s ostrovními nástupišti s nástupní hranou ve výšce 90 cm. Poslední klasické tramvaje dojezdily v létě roku 2006.
Na konci 80. let 20. století městská rada rozhodla, že na části sítě zůstanou z finančních a urbanistických důvodů nízká nástupiště (vysoká nástupiště byla obyvateli kritizována kvůli narušení panoramatu města), ke kterým bude třeba pořídit nízkopodlažní vozidla. Na začátku 90. let bylo definitivně rozhodnuto o rozdělení sítě na vysokopodlažní s nástupišti vysokými 90 cm, a na nízkopodlažní s nástupišti o výšce 35 cm. První nízkopodlažní linka začala vozit cestující v roce 1994. Důkazem této změny jsou eskalátory v podzemních stanicích Christophstraße/Mediapark nebo Bf. Deutz/Messe, které nevedou až do úrovně nástupiště, ale končí o 55 cm výše.

## Linkové vedení
Dnešní číslování linek městské dráhy odpovídá převážně původnímu tramvajovému. Neexistuje jasné číselné oddělení vysokopodlažních a nízkopodlažních linek, zejména proto, že běžný cestující tyto sítě nevnímá jako oddělené.
Během pracovních dní je na většině linek základní interval 10 minut, přičemž na některých úsecích v centru města dochází k prokladu dvou, tří nebo i čtyř linek. Na příměstských a meziměstských úsecích je interval mezi spoji 20 minut. Linka 18 jezdí jako jediná celý den v pětiminutových intervalech a na linkách 1, 7, 9 a 15 jezdí během dopravních špiček posilové spoje. Mimo špičku a o víkendech je interval 15 minut (na příměstských a meziměstských úsecích 30 minut). V nocích před sobotou, nedělí a před svátky jezdí většina linek každých 30 minut.
| Linka | Trasa                                      | Nástupiště a vozidla | Délka   | Jízdní doba | Cestovní rychlost | Průměrná vzdálenost mezi zastávkami | Poznámka                   |
| ----- | ------------------------------------------ | -------------------- | ------- | ----------- | ----------------- | ----------------------------------- | -------------------------- |
| 1     | Weiden West – Bensberg                     | nízkopodlažní        | 26,5 km | 56 min      | 28,9 km/h         | 736 m                               |                            |
| 3     | Görlinger-Zentrum – Thielenbruch           | vysokopodlažní       | 22,1 km | 50 min      | 26,3 km/h         | 717 m                               |                            |
| 4     | Bocklemünd – Schlebusch                    | vysokopodlažní       | 21,7 km | 48 min      | 28,3 km/h         | 775 m                               |                            |
| 5     | Am Butzweilerhof – Heumarkt                | vysokopodlažní       | 12,3 km | 27 min      | 21 km/h           | 735 m                               |                            |
| 7     | Frechen – Zündorf                          | nízkopodlažní        | 25,8 km | 62 min      | 22,4 km/h         | 806 m                               |                            |
| 9     | Sülz – Königsforst                         | nízkopodlažní        | 16,0 km | 38 min      | 25,9 km/h         | 727 m                               |                            |
| 12    | Merkenich – Zollstock                      | nízkopodlažní        | 17,0 km | 44 min      | 22,7 km/h         | 654 m                               |                            |
| 13    | Sülzgürtel – Holweide Vischeringstraße     | vysokopodlažní       | 16,2 km | 35 min      | 29,5 km/h         | 736 m                               |                            |
| 15    | Chorweiler – Ubierring                     | nízkopodlažní        | 15,2 km | 38 min      | 24,0 km/h         | 705 m                               |                            |
| 16    | Niehl Sebastianstraße – Bonn-Bad Godesberg | vysokopodlažní       | 45,6 km | 88 min      | 33,4 km/h         | 950 m                               | meziměstská linka do Bonnu |
| 17    | Severinstraße – Sürth                      | vysokopodlažní       | 8,5 km  | 15 min      |                   |                                     |                            |
| 18    | Thielenbruch – Bonn Hbf                    | vysokopodlažní       | 48,4 km | 90 min      | 33,4 km/h         | 1 008 m                             | meziměstská linka do Bonnu |

### Nízkopodlažní síť

#### Linky východ–západ (1, 7 a 9)
Svazek linek východ–západ vznikl v roce 1994 a byl první částí tehdy budované nízkopodlažní sítě městské dráhy. Po dokončení rekonstrukce přestupního uzlu Neumarkt v roce 1995 byly již na celé trase linky 1 nástupiště vysoká 35 cm. Ve stejném byly zahájeny dodávky prvních nízkopodlažních vozidel řady K4000 s nástupní hranou ve stejné výšce, jakou měla nová nástupiště. Zastávky na zbývajících linkách byly postupně vybavovány stejně vysokými nástupišti. Úpravy západních částí linek 7 a 9 byla dokončeny v letech 1998 až 1999 a východní část linky 7 byla dokončena na konci roku 2004. Jako poslední přišla na řadu konečná linky 9 v Sülzu v červnu 2005.
Provoz na těchto linkách zajišťují dvojice vozidel K4000 nebo K4500, občas i v kombinovaném řazení. V počátcích provozu a poté i v letech 2005 až 2007 a 2014 nebyl k dispozici dostatek nízkopodlažních vozidel, proto musela být na linku 1 a na nyní již neexistující linku 8 nasazována vysokopodlažní vozidla. V současné době k této situaci dochází jen výjimečně, lze použít vysokopodlažní vozy K5000.
Společný úsek Neumarkt – Heumarkt – Deutzer Brücke využívá ve špičce 30 spojů za hodinu v obou směrech, což odpovídá intervalu dvou minut.

Schéma linek 1, 7 a 9

#### Prstencové linky (12 a 15)
Linky 12 a 15 vznikly při změně jízdního řádu 14. prosince 2003 a tvoří druhou část nízkopodlažní sítě. Zavedením těchto linek došlo téměř k úplnému oddělení vysokopodlažní a nízkopodlažní sítě, smíšený provoz nízkopodlažních a vysokopodlažních vozidel zůstal pouze na úsecích Aachener Str. – Dürener Str. (linky 7 a 13) a Barbarossaplatz – Ubierring (linky 15 a 16). Smíšený provoz na druhém jmenovaném úseku skončí po otevření nové Severojižní dráhy, kterou bude využívat právě linka 16.
Všechny stanice na Prstencových linkách již byly vybaveny 35 cm vysokými nástupišti a všechny spoje zajišťují dvojce vozidel K4000 nebo K4500 s nástupní hranou ve stejné výšce. Vysoká nástupiště na zastávce Hansaring byla na podzim 2003 snížena na 35 centimetrů. Konečná v Chorweiler byla upravena až v srpnu 2006, proto byla nízkopodlažní vozidla v letech 2003 až 2006 nasazována přednostně na linku 12. Jižní část linky 12 (Eifelstraße - Zollstock) byla také od října 2006 do srpna 2007 mimo provoz, a to kvůli výstavbě nových ostrovních nástupišť. Zastávka Kalscheurer Weg byla při této příležitosti pro nadbytečnost zrušena.

Schéma linek 12 a 15

### Vysokopodlažní síť (3, 4, 5, 13, 16, 17 & 18)
Zbývajících sedm linek kolínské městské dráhy spadá do vysokopodlažní sítě, ve které jezdí vozidla s nástupní hranou ve výšce 90 cm nad temenem kolejnice. Pro pohodlný a bezbariérový nástup do těchto vozidel jsou třeba nástupiště odpovídající výšky, kterými ovšem mnoho zastávek a stanic v Kolíně stále není vybaveno. Všechna vysokopodlažní vozidla jsou z tohoto důvodu vybavena výklopnými schody, které umožňují nástup i z nízkých nástupišť. Nejvíce takto nevhodně vybavených stanic se nachází na tangenciální lince 13.
Ve vnitřním městě bylo nutné výklopné schody používat téměř na všech zastávkách a stanicích, protože po stejných tratích jezdily až do roku 2003 původní tramvajové vozy s pevnými schody. Až v roce 2004 bylo možné začít s úpravami na vysoká nástupiště, nejprve se tak stalo ve stanicích Neumarkt a Dom/Hauptbahnhof, v roce 2006 přišly na řadu stanice Appellhofplatz/Breite Straße a Poststraße. Stanice Breslauer Platz byla upravena během výstavby nové Severojižní dráhy v letech 2007 až 2011. Další na řadě je stanice linky 5 Appellhofplatz/Zeughaus a zastávka linek 16 a 18 na Barbarossaplatz. Linky 3 a 4 se v roce 2014 staly prvními linkami, které jsou kompletně vybaveny vysokými nástupišti.
Nejvytíženějším úsekem vysokopodlažní sítě je Poststraße – Neumarkt – Appellhofplatz/Breite Straße, kterým ve špičkách projíždí 30 spojů (linky 3, 4, 16 a 18) za hodinu v obou směrech. Po otevření Severojižní dráhy klesne počet spojů na tomto úseku díky odklonění linky 16 na 24 za hodinu.
Vozový park vysokopodlažních linek čítá vozidla typu B čtyř generací a modernější vozy K5000 a K5200. Na všech spojích jezdí tato vozidla ve dvojicích.

Schéma linek 3, 4, 5, 13, 16, 17 a 18

## Vozový park

### Tramvaje
Klasické tramvaje jezdily v Kolíně nad Rýnem v letech 1877 až 2006 a jejich vozový park byl velmi různorodý. První vozy z roku 1877 byly tažené koňmi, v roce 1901 začaly jezdit první elektrické tramvaje a od roku 1906 byly na nových příměstských linkách provozovány čtyřnápravové vozy. Hlavními dodavateli vozů byly kolínské firmy van der Zypen & Charlier (později Westwaggon) a továrna Herbrand, kterou v roce 1917 převzala společnost Linke-Hofmann.
Na konci druhé světové války bylo k dispozici pouze 37 provozuschopných vozů, přičemž předválečný vozový park čítal téměř 1 000 vozů. Do poloviny padesátých let město trpělo akutním nedostatkem vozidel, protože na nákupy nových vozidel nebyly k dispozici téměř žádné finanční prostředky. Společnost Westwaggon tak dodávala krom nových vozidel také vozy s novou karoserií postavenou na dochovaných podvozcích původních předválečných vozidel. První větší dodávka nových vozidel se uskutečnila v letech 1955 až 1957, kdy Westwaggon dodal motorové a přívěsné vozy pro stále oblíbenější příměstské linky.
Další velká obnova vozového parku začala v roce 1963, kdy bylo objednáno 112 článkových šestinápravových tramvají Duewag a k nim 60 čtyřnápravových vlečných vozů. O rok později do Kolína dorazily také první tříčlánkové tramvaje s osmi nápravami od stejného výrobce. V roce 1968 byl zahájen provoz v první části Vnitroměstského tunelu, kde ale provoz vlečných vozů nebyl povolen. Pouze několik let staré vlečné vozy tak musely být vráceny výrobci, který je přestavěl na zadní články nově dodávaných tříčlánkových tramvají. Také šestinápravové tramvaje byly pouze několik let po dodání prodlouženy vložením středního článku na osminápravové. Po dokončení dodávek nových i úprav starších vozidel měl kolínský dopravní podnik k dispozici celkem 199 tříčlánkových vozů Duewag GT-8.
Od roku 1983 až do ukončení provozu v roce 2006 bylo 39 vozů Duewag kvůli stále vzrůstající poptávce provozováno ve dvojicích.

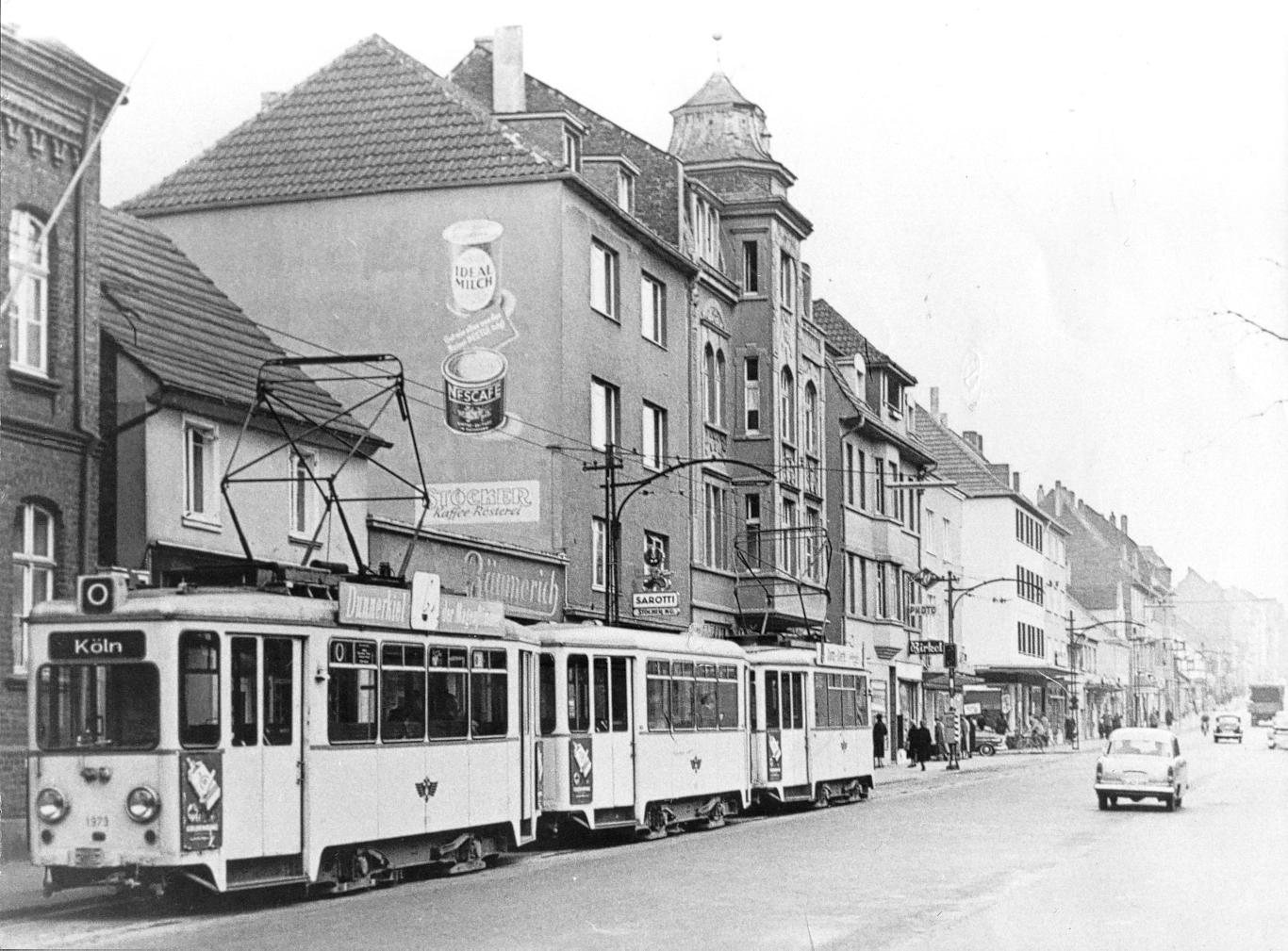
Dvounápravové vozy na konečné Opladen v roce 1955
Vozy příměstské dopravy vyráběné v letech 1955–1957
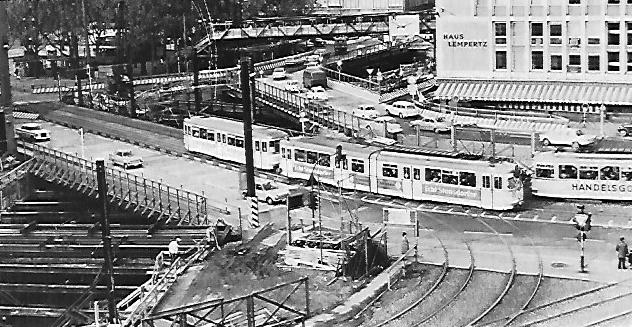
Rozestavěný Heumarkt a šestinápravová tramvaj s vlečným vozem
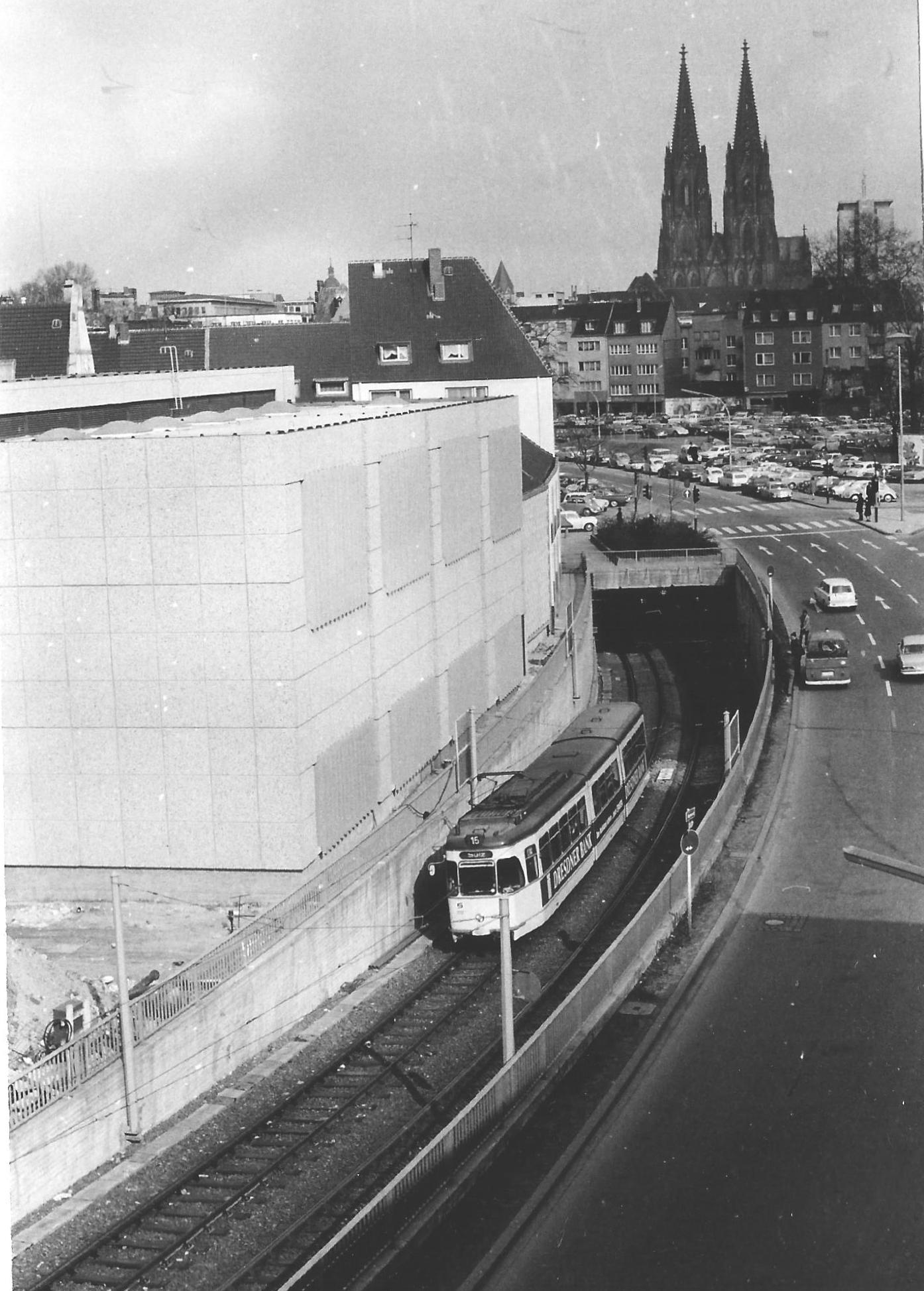
Duewag GT-8 vyjíždí z podzemí u Friesenplatz

### Městská dráha

#### Vysokopodlažní vozidla
Dva prototypy vysokopodlažního vozidla typu B s výklopnými schody, který byl původně vyvinut pro provoz pouze v Bonnu a Kolíně nad Rýnem, byly dodány výrobcem Duewag v roce 1973. Do roku 1996 pak bylo dodáno dalších 170 vozidel čtyř generací, což z typu B udělalo nejpočetnější řadu vozidel kolínského dopravního podniku. Další vozidla dodal v letech 2002–2003 a 2011 Bombardier Transportation, šlo o celkem 74 vozů řady K5000.
KVB objednal v roce 2015 společně s dopravním podnikem v Düsseldorfu (Düsseldorf Rheinbahn) u Bombardier Transportation 79 nových vysokopodlažních vozidel. První z dvaceti vozů určených pro KVB dorazil v prosinci 2020, zbytek měl výrobce dodat do konce roku 2021. Vozidla dostala označení HF6, nabízí 68 míst k sezení a jsou 28 metrů dlouhé.
V červenci 2025 uzavřel dopravní podnik Kölner Verkehrs-Betriebe s výrobcem Stadler Rail smlouvu na dodávku 132 vysokopodlažních vozidel o délce 30 metrů v hodnotě téměř 700 milionů eur. Součástí kontraktu je také dodávka 34 modulů o délce 10 metrů, které bude možné vložit doprostřed soupravy a vytvořit tak 70 metrů dlouhý a plně průchozí vlak s kapacitou až 470 cestujících. První vozidla mají být dodána v roce 2029 a postupně nahradit starší typy od výrobců Duewag a Bombardier.

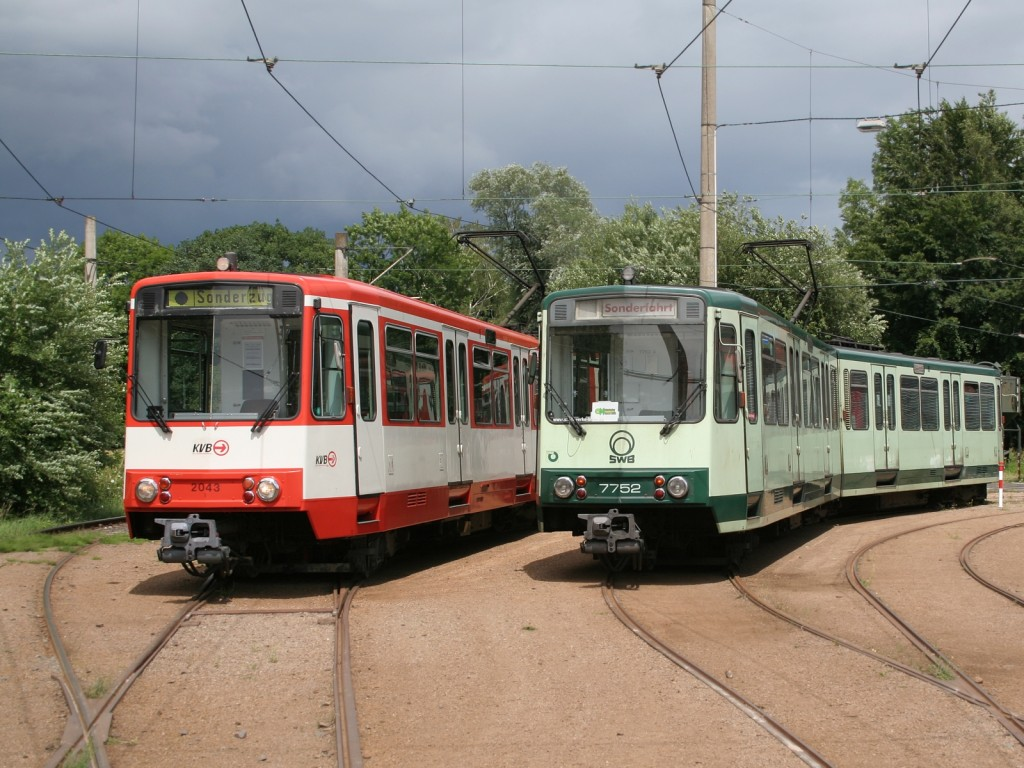
Nejstarší generace vozů typu B (B100)
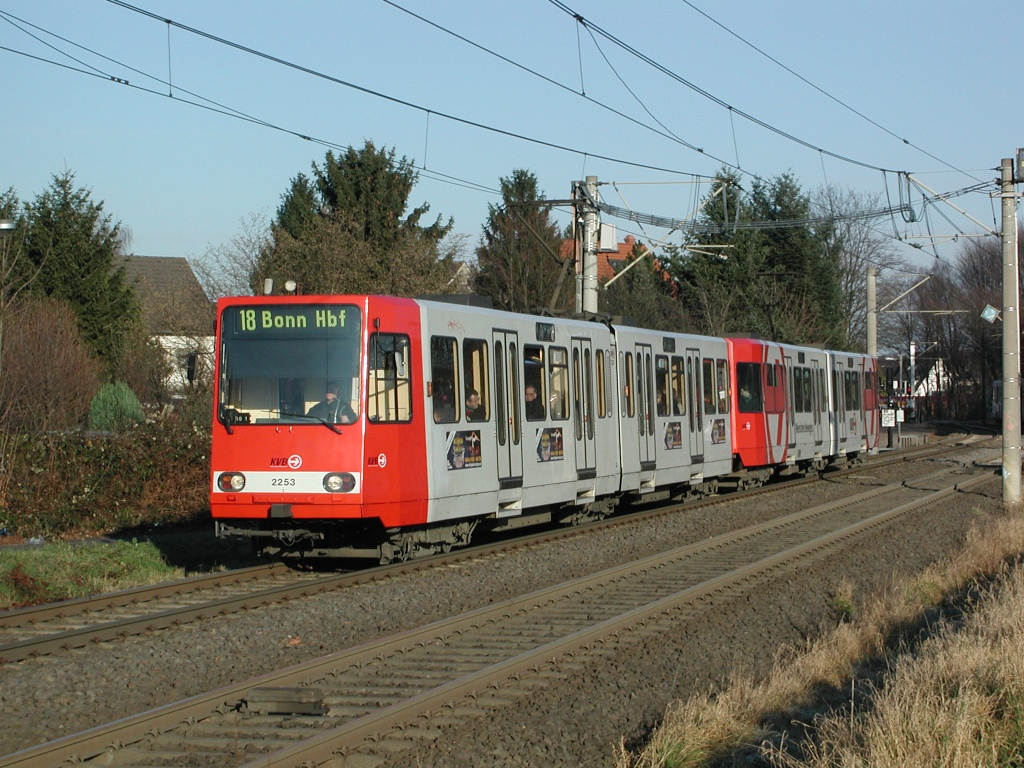
Nejnovější generace vozů typu B (B80)
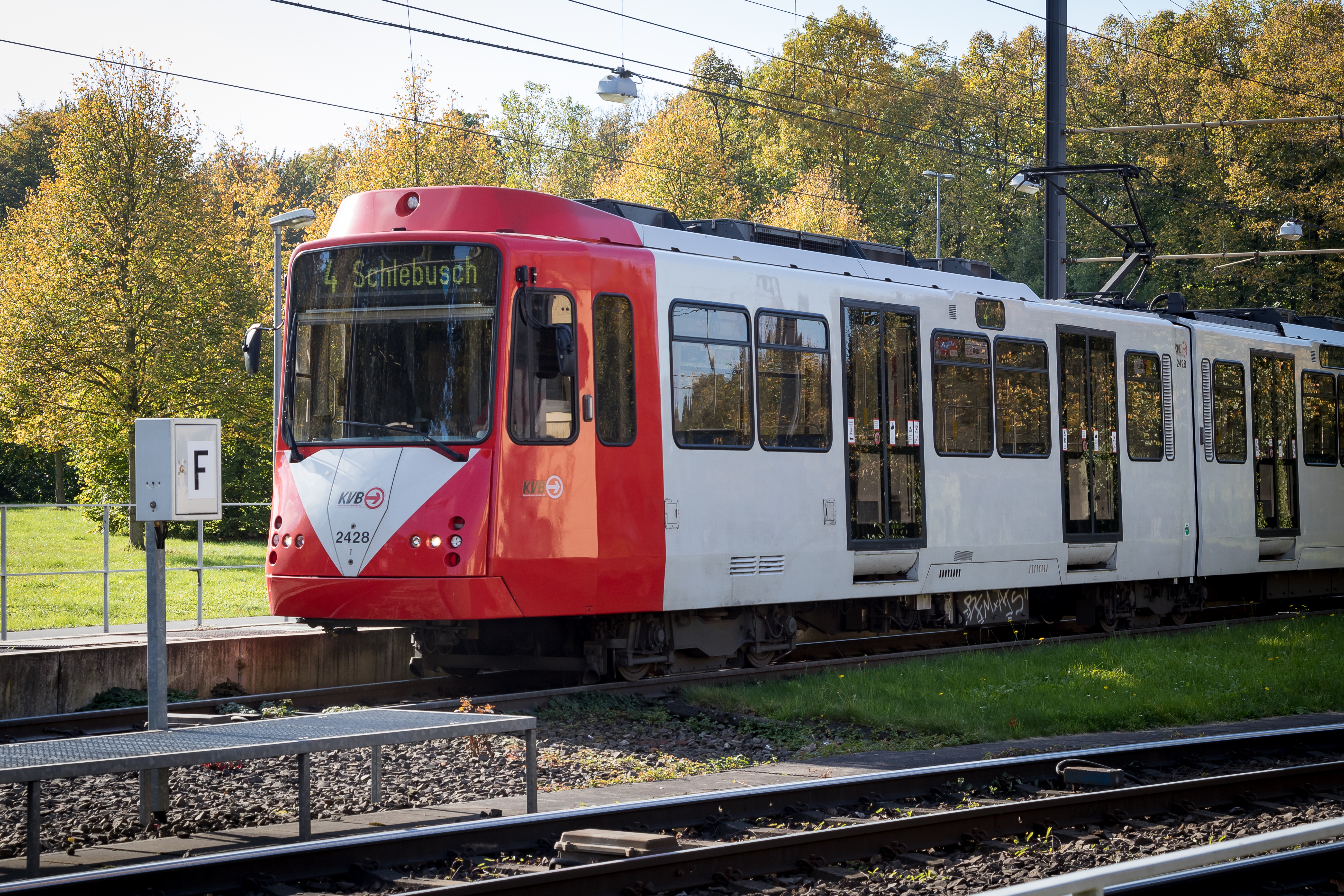
Modernizovaný vůz typu B (B100)
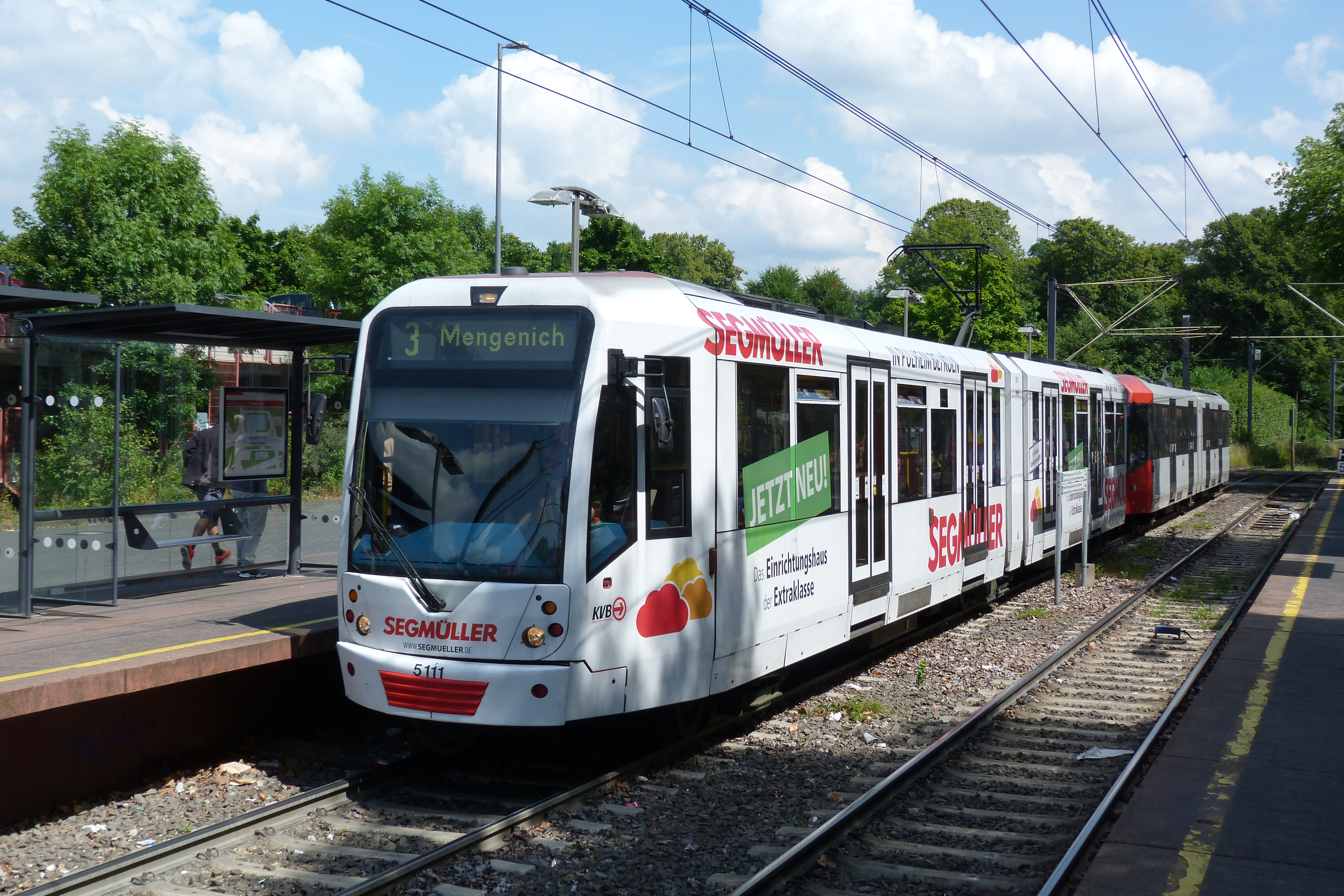
Souprava K5000 ve stanici Bocklemünd
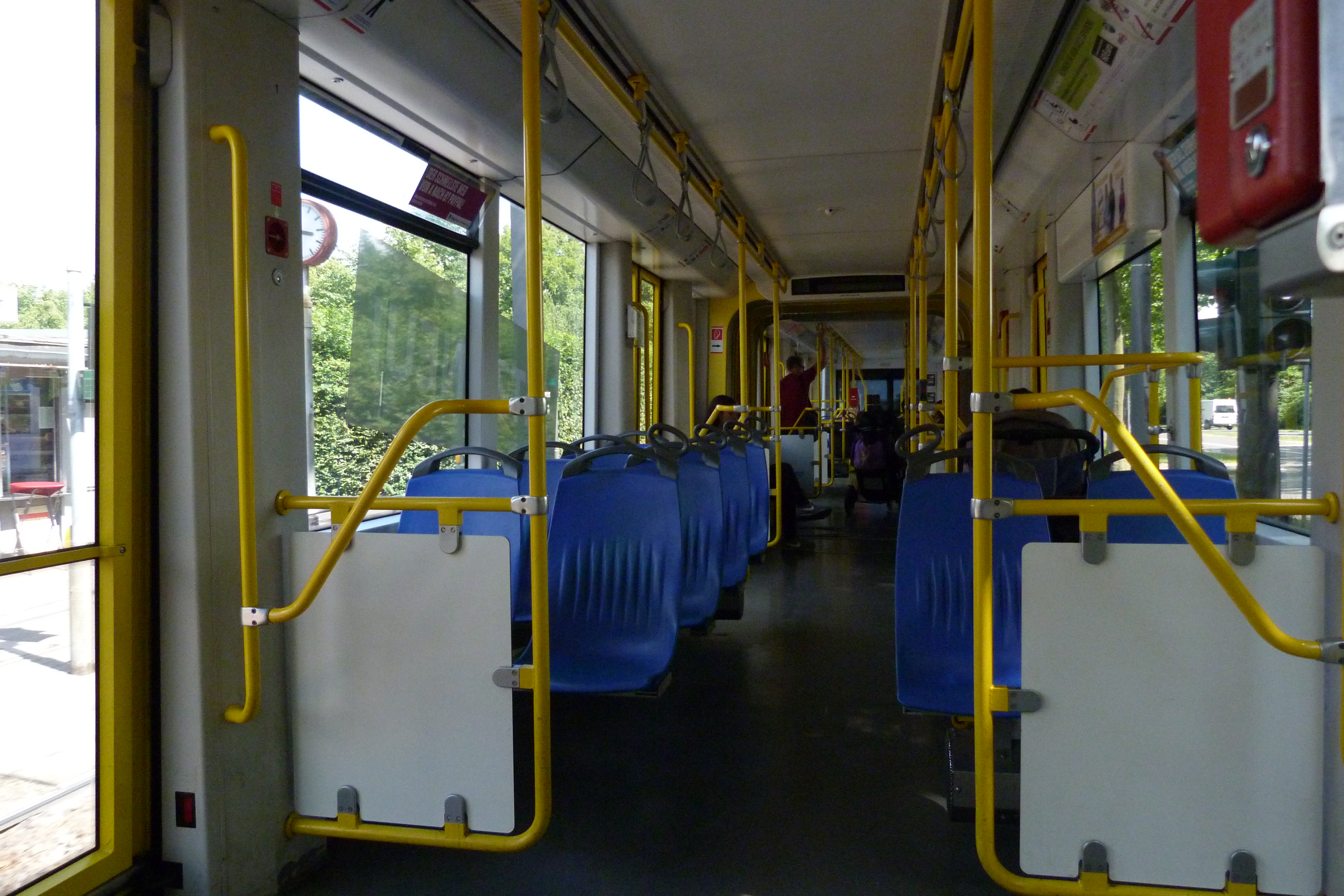
Interiér vozu K5000
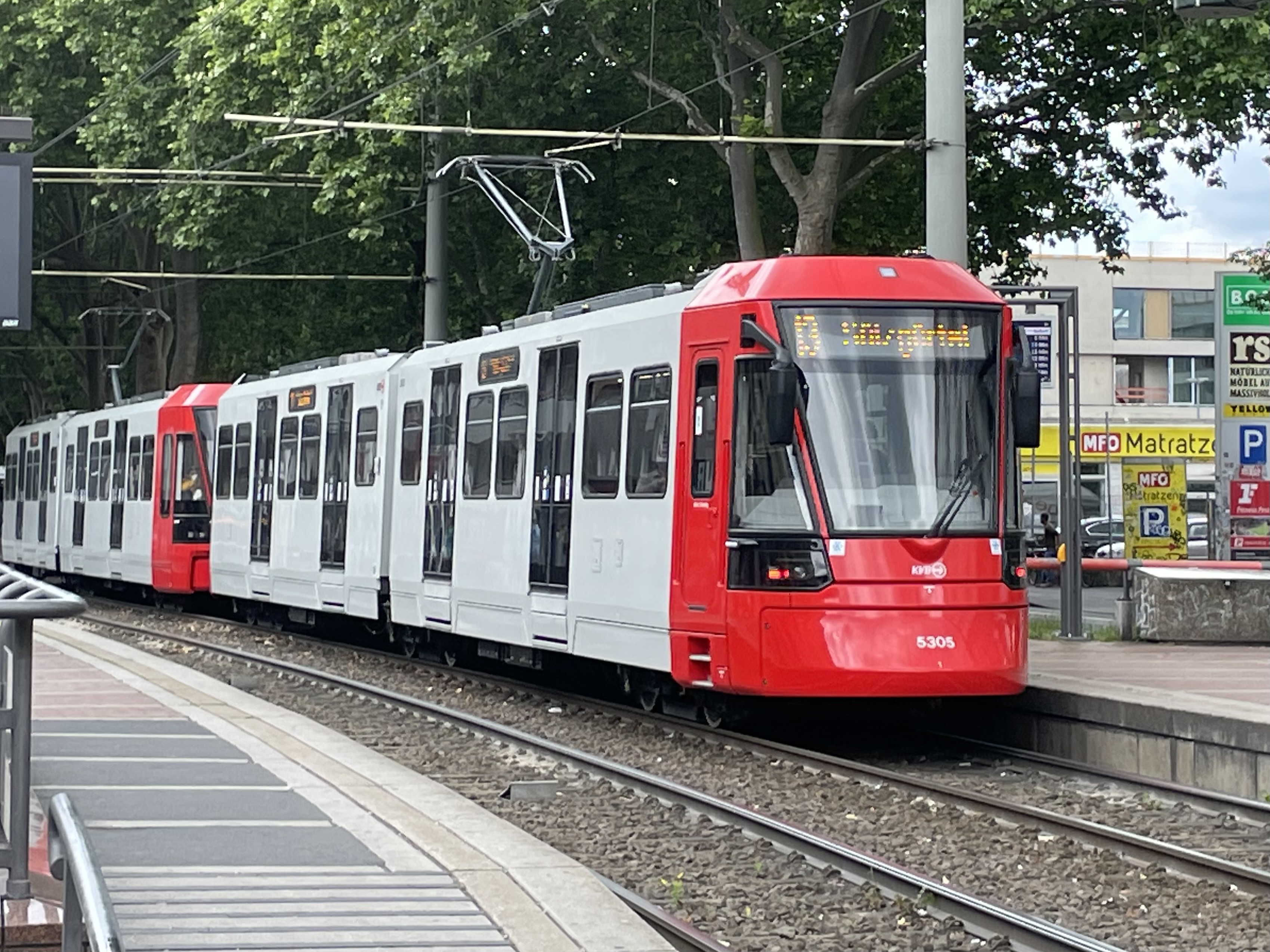
Souprava vozů HF6

#### Nízkopodlažní vozidla
Vozový park nízkopodlažní sítě tvoří vozidla Flexity Swift od výrobce Bombardier Transportation. První generace vozidel, označená K4000 a čítající celkem 124 vozů, byla dodávána v letech 1995–1998 a 2002. Vznik Prstencových linek v roce 2003 si vyžádal nákup dalších 69 nízkopodlažních vozidel s označením K4500. Dodávky probíhaly v letech 2004 až 2007 a 2011.
Od roku 2024 mají probíhat dodávky nových tramvají od výrobců Alstom a Kiepe Electric. KVB objednal 62 vozidel o délce 60 metrů (typ NF12) a dvě kratší o délce 30 metrů (typ NF6), součástí kontraktu je také opce na dodávku dalších 47 vozidel.

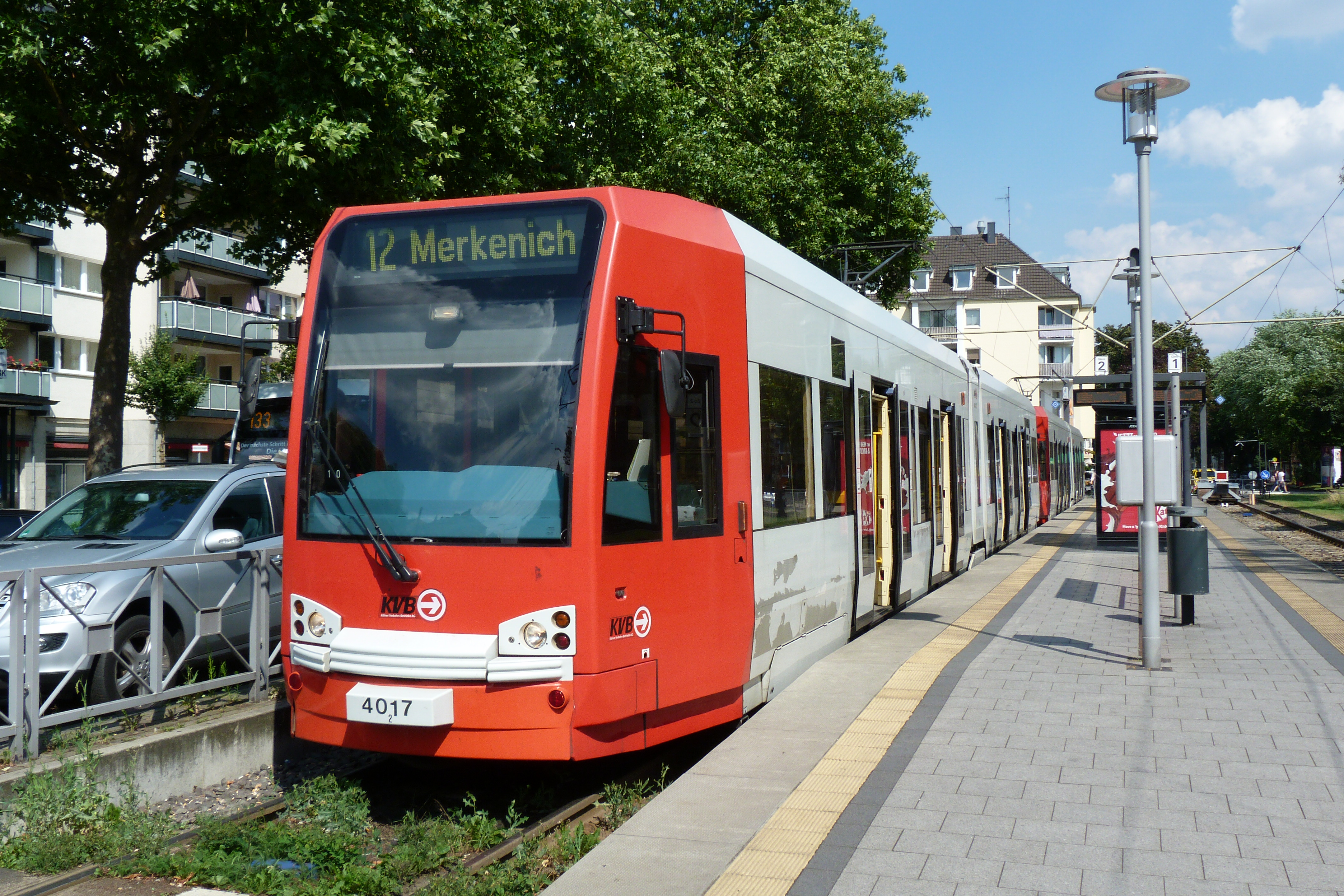
K4000 ve stanici Zollstock Südfriedhof
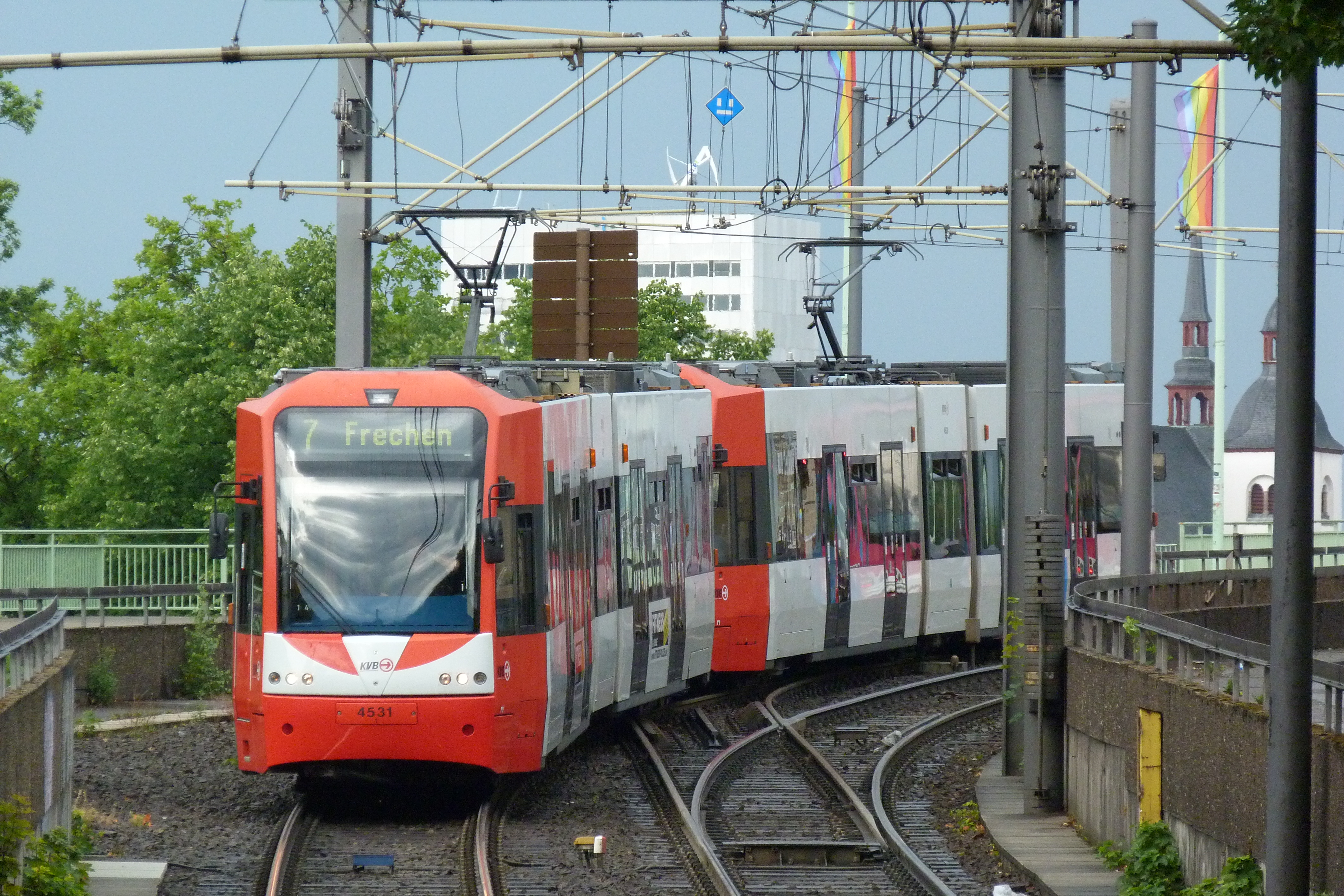
K4500 u stanice Heumarkt
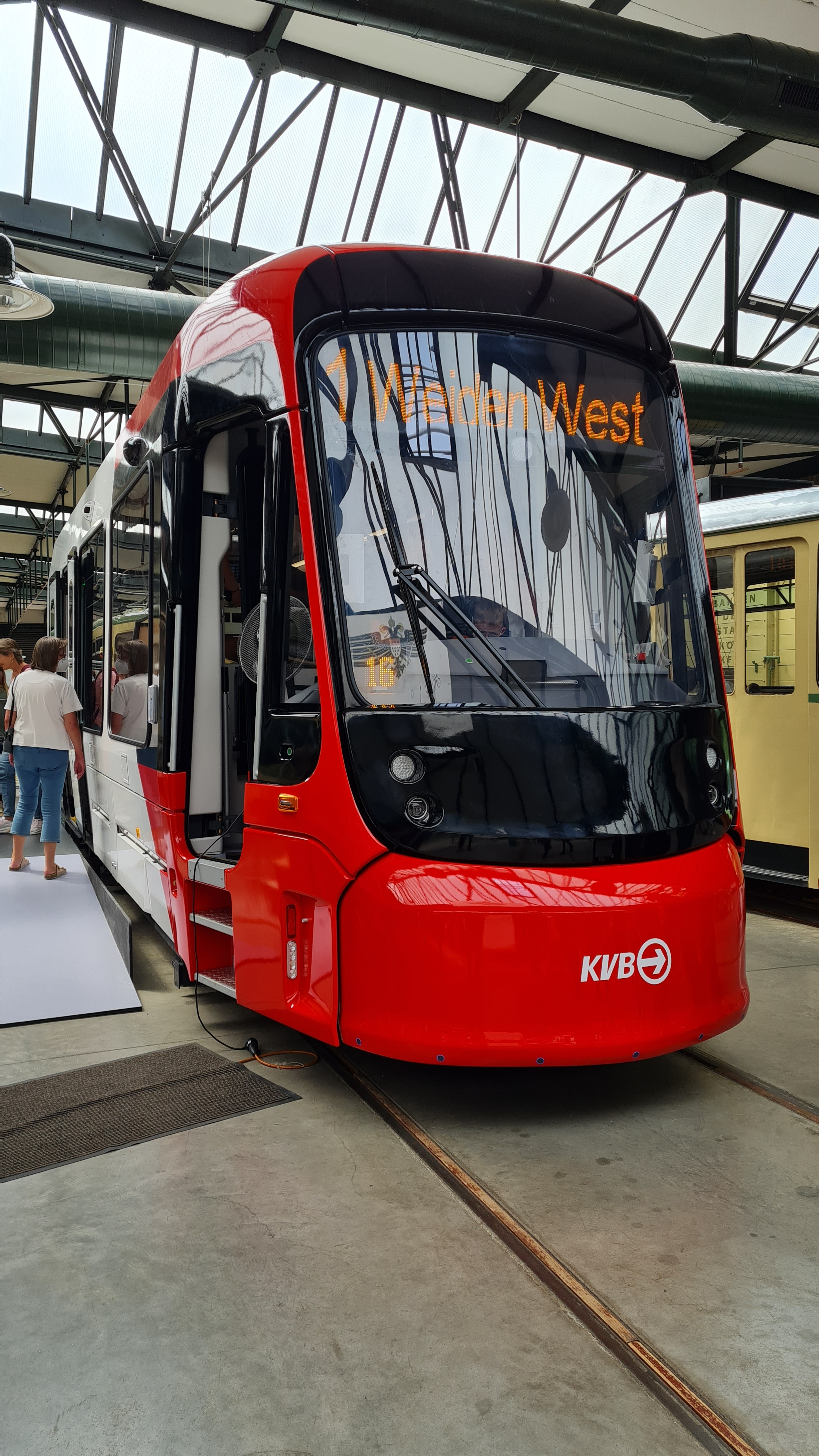
Model vozidla NF6/NF12

## Severojižní dráha

Mapa Severojižní dráhy

Severojižní dráha je největším dopravním projektem v současném Kolíně nad Rýnem. Je rozdělena do několika etap a zahrnuje výstavbu odbočky mezi hlavním nádražím a náměstím Breslauer Platz, ražbu dvou jednokolejných tunelů přímo pod historickým centrem města o délce 3,2 km, stavbu tratě na Bonner Straße, novou konečnou Arnoldshöhe a spojku na nábřeží Rýna ke stanici linky 16 Schönhauser Straße.
Během výstavby Severojižní dráhy byla poškozena řada budov: V roce 2004 se naklonila věž kostela sv. Jana Křtitele (St. Johann Baptist), o tři roky později se o sedm milimetrů propadla věž kolínské radnice (Rathaus Köln), což způsobilo rozsáhlá poškození historických sklepení. V březnu 2009 došlo k poškození oblouku a klenutého stropu v románském kostele St. Maria im Kapitol. Kontrolní úřad TÜV poté potvrdil, že přibližně 60 procent všech zkoumaných budov bylo podzemní stavbou poškozeno, nicméně jejich další využívání bylo shledáno bezpečným. Na začátku března 2009 pak došlo kvůli průsakům vody do podloží ke zřícení městského archivu, dvou sousedních budov, zničení téměř dokončeného úseku Heumarkt – Severinstraße a k úmrtí dvou lidí. Dalším incidentem bylo poškození plynovodu na náměstí Kurt-Hackenberg-Platz, což mělo za následek přerušení dodávek plynu po celém městě na čtyři hodiny. Zahájení provozu na první části Severojižní dráhy v roce 2013 provázely vibrace a také hluk v kolínském dómu, což vyřešila až instalace gumových tlumičů v podzemí.
Vzhledem k problémům provázejícím celou výstavbu a následným dlouhotrvajícím soudním sporům bylo rozhodnuto zahájit provoz s cestujícími alespoň na již dokončených úsecích. V roce 2013 tak začaly soupravy zajíždět ze severu do stanice Heumarkt (linka 5) a dva roky později také od jihu na Severinstraße (linka 17). K úplném zprovoznění Severojiždní dráhy by podle posledních odhadů mohlo dojít začátku 30. let 21. století., tedy o více než 20 let později oproti původnímu plánu.
Otevření Severojižní dráhy umožní zkrátit a zrychlit linku 16, která již nebude nucena projíždět přetíženým Vnitroměstským tunelem a rušným uzlem Barbarossaplatz. Díky tomu také dojde k ukončení smíšeného provozu nízkopodlažních a vysokopodlažních vozidel na úseku Barbarossaplatz a Ubierring. Linka 5 bude prodloužena z dosavadní provizorní konečné Heumarkt až na Arnoldshöhe a linka 17 zanikne.

## Galerie

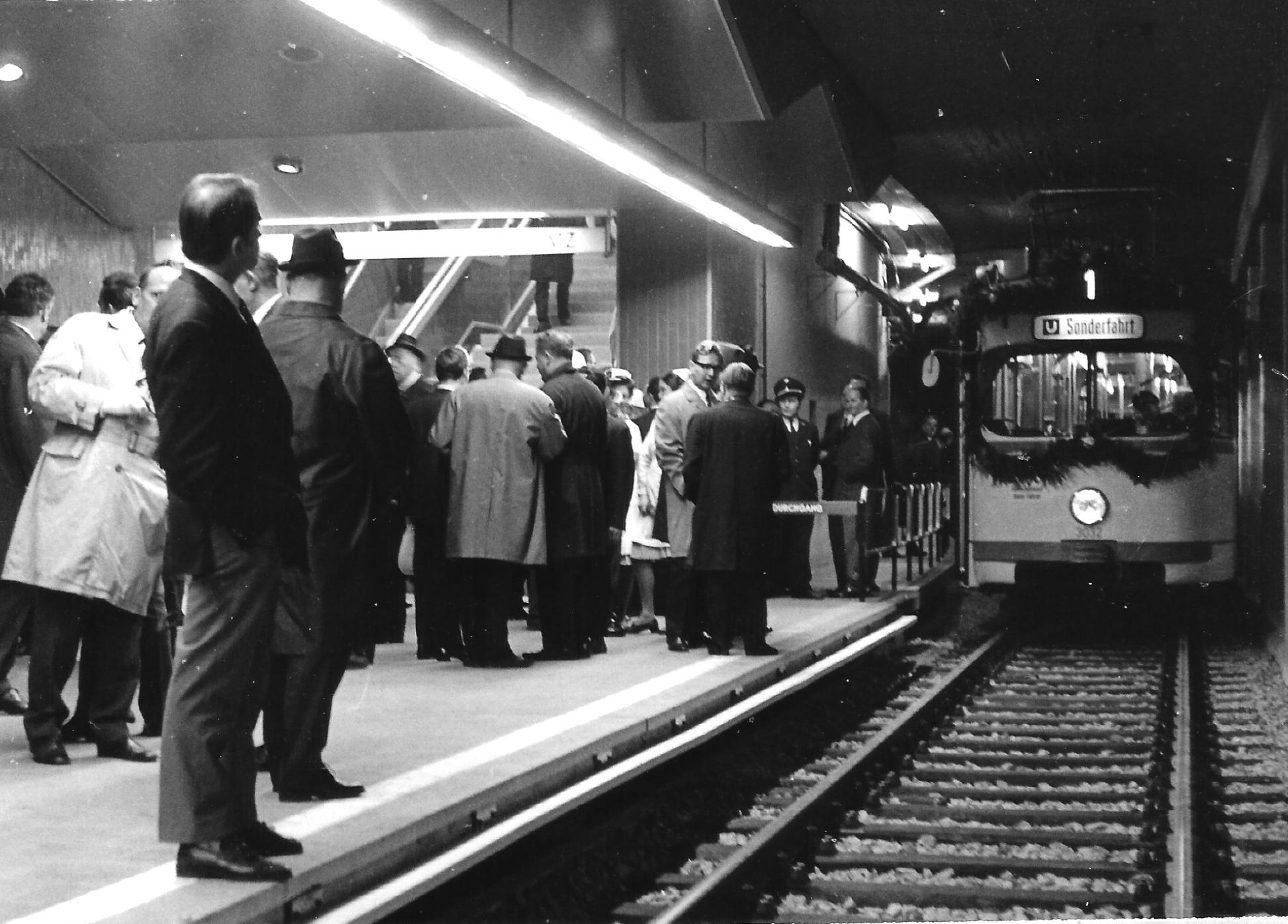
Slavnosti zahájení provozu podpovrchové tramvaje v roce 1968
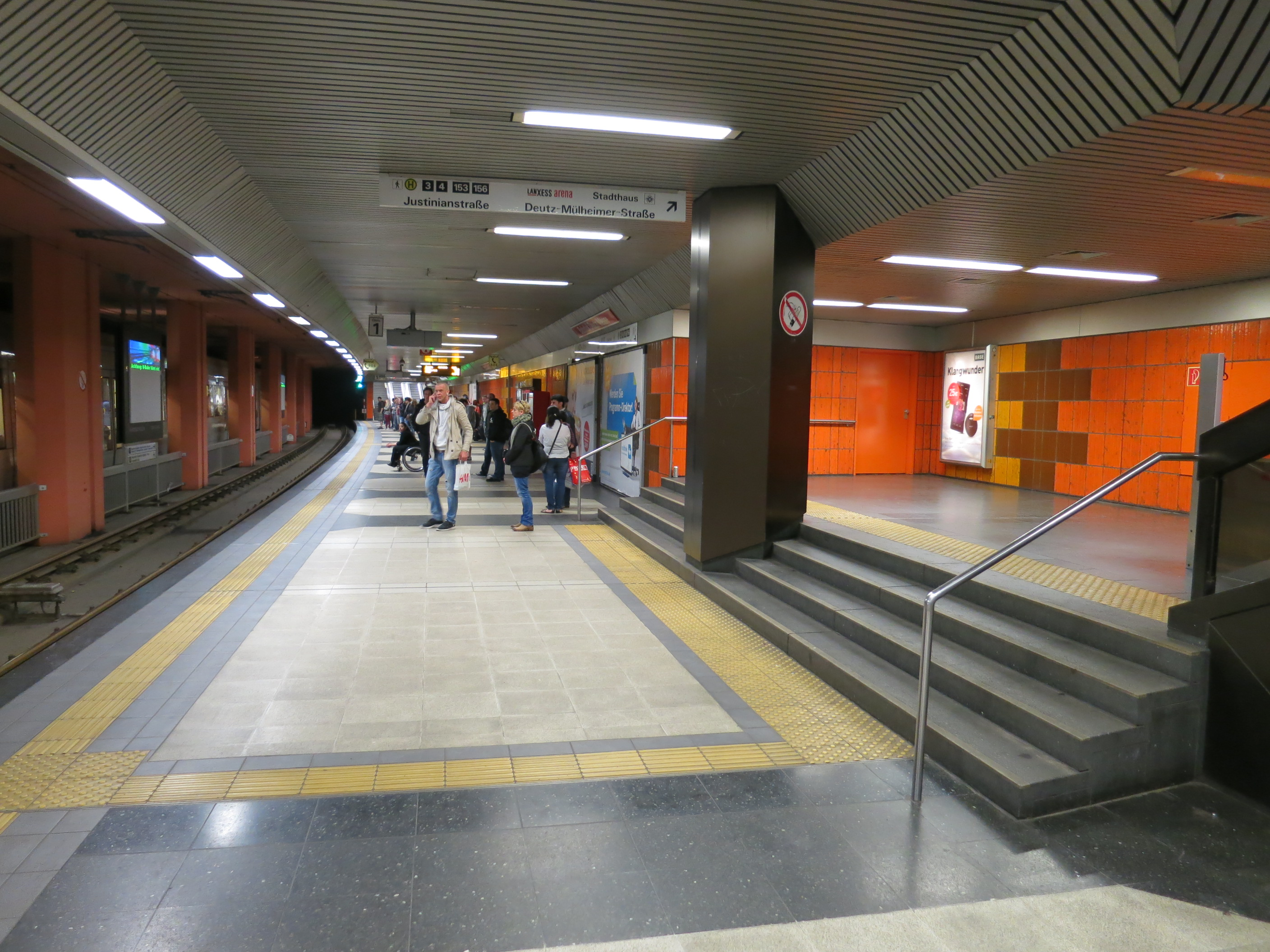
Stanice, kde mělo být původně 90 cm vysoké nástupiště
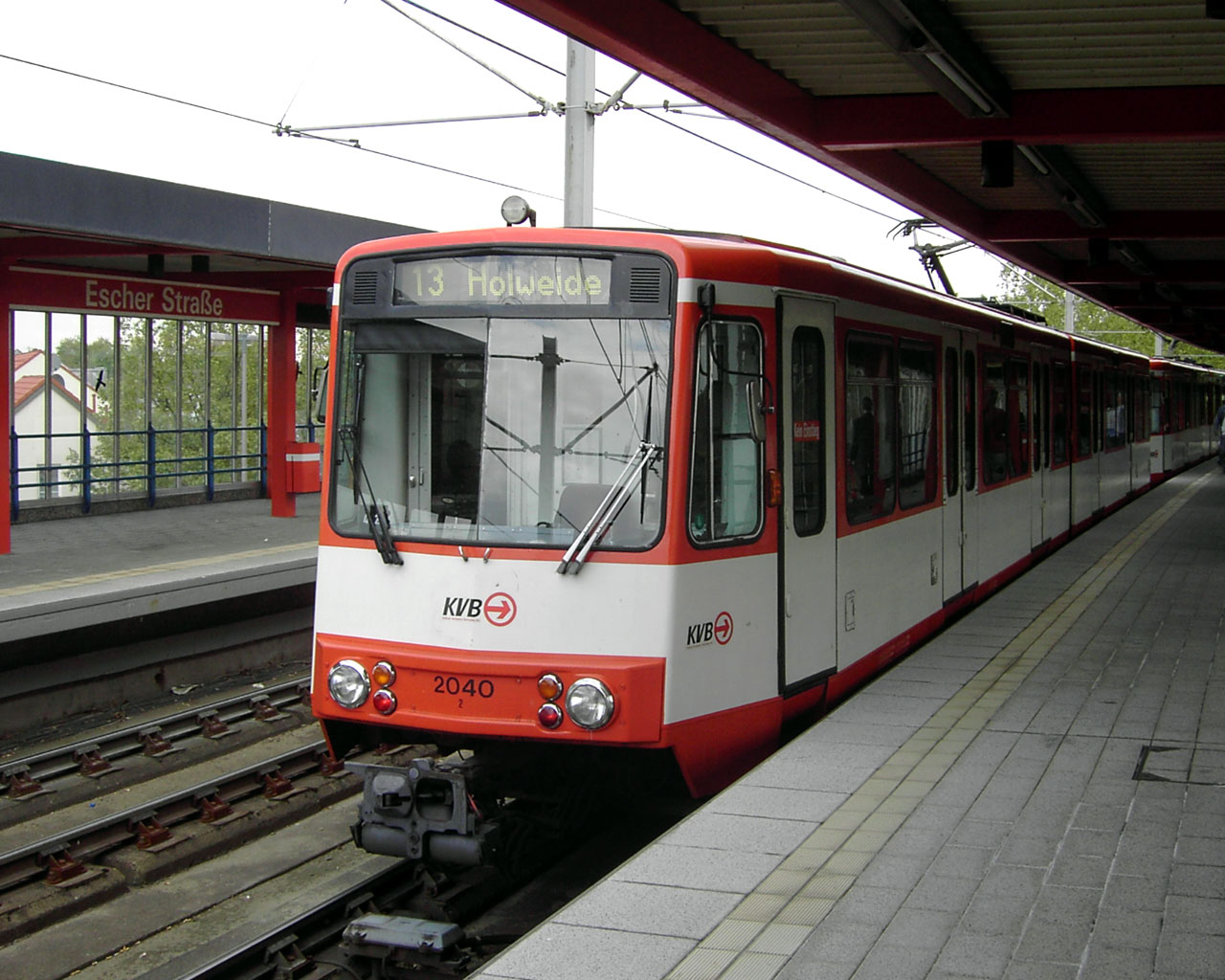
Linka 13 obsluhuje několik stanic na mostech
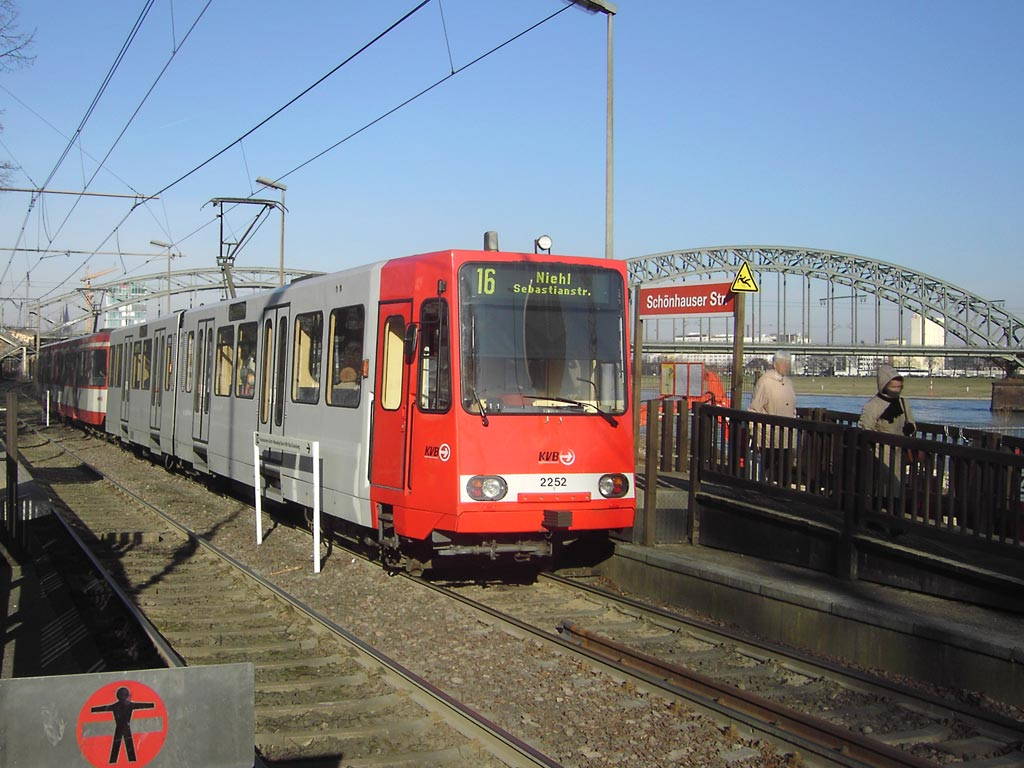
Linka 16 přijíždí z Bonnu do Kolína podél Rýna
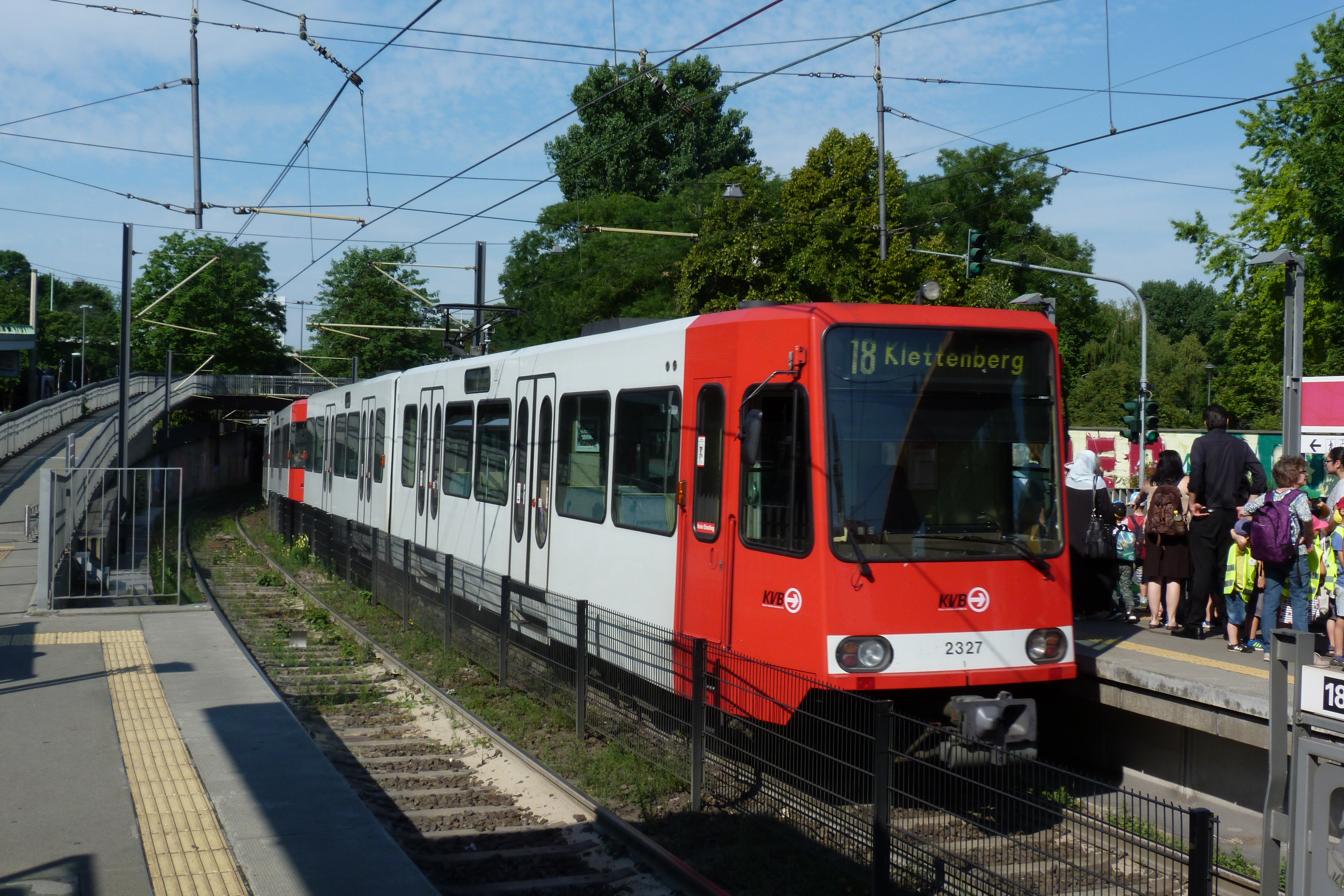
Stanice ZOO / Flora a vozy B80D
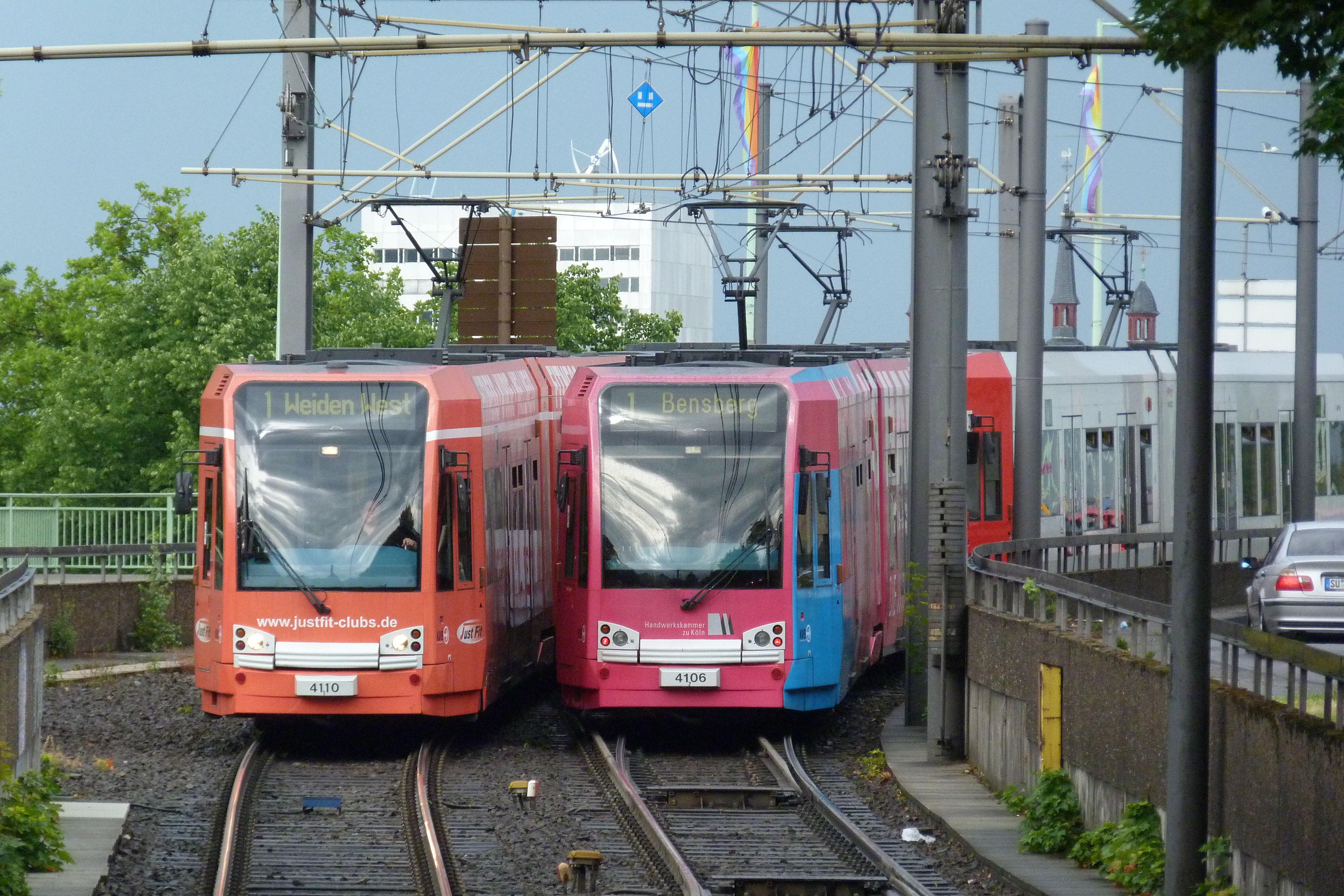
Dvě soupravy K4000 u stanice Heumarkt
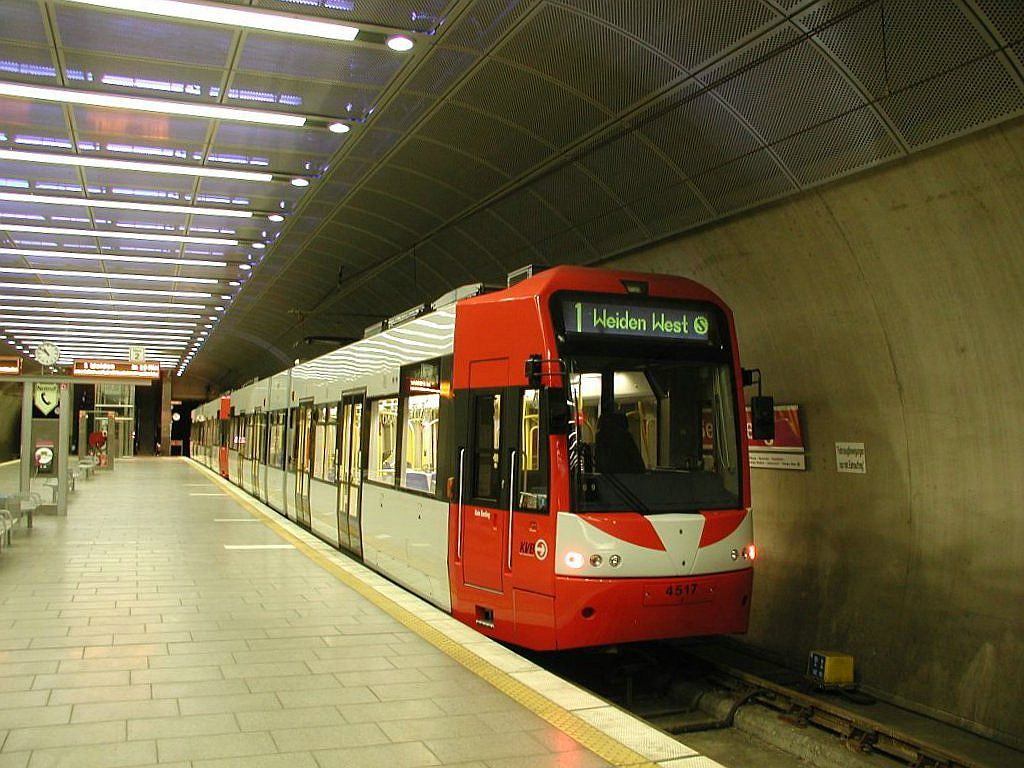
Dvojce vozidel K4500 na konečné v Bensbergu
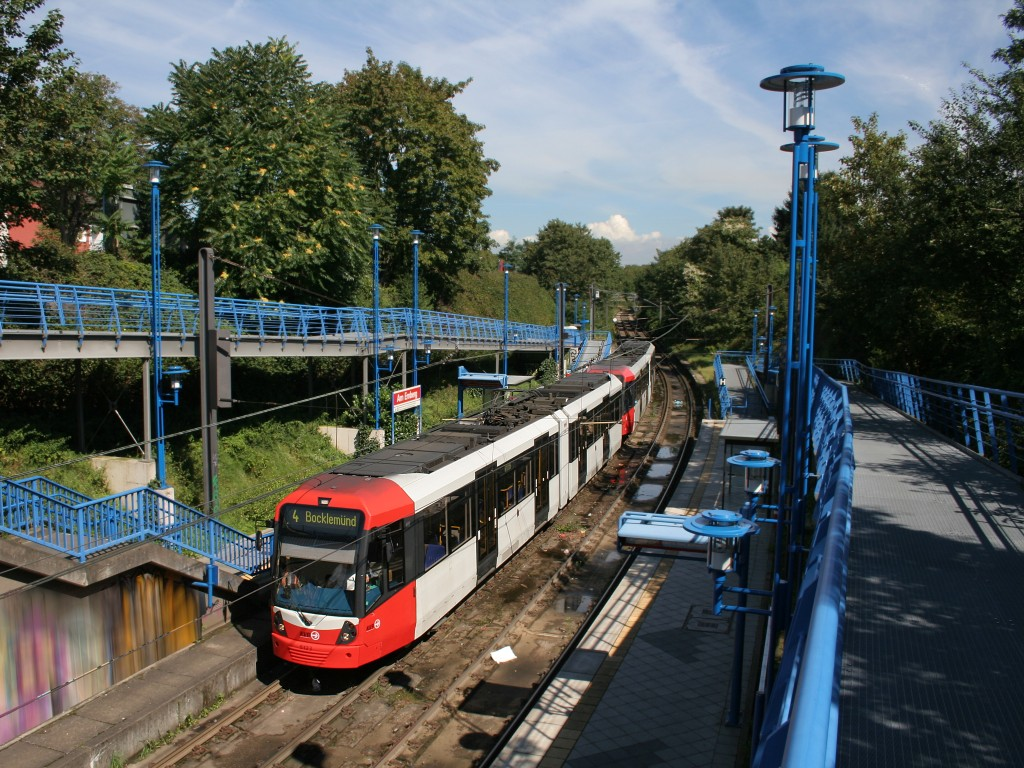
Dvojce vozidel K5000 u zastávky Am Emberg